# Monostroma
Monostroma,  rod zelenih algi smješten u vlastitu porodicu Monostromataceae, dio reda Ulotrichales. Postoje 32 priznate vrste
Neke vrste su jestive, a Monostroma nitidum široko se upotrebljava u prehrani u Japanu, a na otoku Okinawa se i uzgaja

## Vrste
1. Monostroma alittorale T.Tanaka & K.Nozawa
2. Monostroma amorphum Collins
3. Monostroma angicava Kjellman
4. Monostroma antarcticum V.J.Chapman
5. Monostroma balticum Wittrock
6. Monostroma bullosum (Roth) Thuret - tipična
7. Monostroma crassidermum Tokida
8. Monostroma crassissimum Iwamoto
9. Monostroma crassiusculum Kjellman
10. Monostroma dactyliferum W.R.Taylor
11. Monostroma ecuadoreanum W.R.Taylor
12. Monostroma expansum G.S.West
13. Monostroma fisheri Borge
14. Monostroma fractum C.-C.Jao
15. Monostroma grevillei (Thuret) Wittrock
16. Monostroma hariotii Gain
17. Monostroma kuroshiense F.Bast
18. Monostroma latissimum Wittrock
19. Monostroma lindaueri V.J.Chapman
20. Monostroma lubricum Kjellman
21. Monostroma membranaceum West & G.S.West
22. Monostroma moorei V.J.Chapman
23. Monostroma mundum Kjellman
24. Monostroma nitidum Wittrock
25. Monostroma ochotensis Nagai
26. Monostroma pacificum V.J.Chapman
27. Monostroma parvulum P.Crouan & H.Crouan
28. Monostroma parvum V.J.Chapman
29. Monostroma quaternarium (Kützing) Desmazières
30. Monostroma saccodeum Kjellman
31. Monostroma sandei Weber Bosse
32. Monostroma tubulosum L.Luan & R.Ding